# Pepo
Pepo (Swahili, „Wind“, Plural pepo oder mapepo, auch sheitani, shetani von arabisch شيطان Schaitan, DMG Šaiṭān) ist der Oberbegriff für eine Gruppe Besessenheit auslösender Geister in der Kultur der Swahili an der ostafrikanischen Küste in Kenia und Tansania. Die überwiegend als böswillig geltenden, wandernden pepo befallen vor allem Frauen und lösen Krankheiten aus, gegen die üblicherweise ein mehrtägiges Heilungsritual durchgeführt wird. Dabei ermittelt zuerst ein Wahrsager/Heiler den Namen des Geistes. Der Geist äußert sich in seiner Sprache durch den Mund des besessenen Patienten und gibt sich dadurch zu erkennen. Nachfolgend kann er in einer auf ihn zugeschnittenen Tanzzeremonie (ngoma) besänftigt oder vertrieben werden. Daneben werden erbliche pepo beschrieben, die wohlwollend sind und als Schutzgeist fungieren. 
Pepo, deren Zahl unbestimmt groß ist, gelten als islamisch, christlich oder ungläubig und gehören unterschiedlichen ethnischen Gruppen an. Sie bilden mit anderen Gruppen von Geistern eine komplexe Welt jenseitiger Mächte, die aus einer Vermengung von islamischen Glaubensvorstellungen mit afrikanische Ahnenkulten entstanden sind. Die Verehrung der meisten pepo-Geistergruppen gehört zu der in Afrika weit verbreiteten Vorstellung einer Besessenheit durch Fremdgeister.

## Wortbedeutung
Die Bezeichnungen für die Phänomene der Geisterwelt stammen ihrer Herkunft nach aus der arabischen Sprache oder aus der Bantusprache Swahili. Ein arabischer Name impliziert einen historischen Zusammenhang mit arabischen Händlern an der Küste, ein Geistwesen mit einem bantusprachigen Namen ist afrikanischer Herkunft. Mit diesem Hintergrund kann der ansonsten identische wohlwollende Geist arabisch als ruhani oder bantusprachig als pepo angesprochen werden.
Swahili pepo oder upepo wird mit „Wind“ übersetzt, die Wortkombination pepo inavuma oder pepo zinavuma bedeutet „der Wind bläst“. Mit pepo steht das Verb –pepa in Verbindung, das „(wie ein Betrunkener) schwanken“, „taumeln“, bedeutet; ebenso –pepea, „(wie ein Kerzenlicht) flackern“, „flattern“, „fließen“, „mit dem Wind fliegen“. Als kausatives Verb bedeutet –pepa „(mit einem Ventilator ein Feuer) beblasen“, etwa in pepo inapepea, „der Wind bläst (etwas) weg“. Das Substantiv upepeo steht für einen großen Ventilator und upepe für Blitzschlag. Kipepeo kann Ventilator oder Schmetterling heißen, in Mombasa bedeutet auch popo „Schmetterling“, wobei popo ansonsten für „Fledermaus“ steht. Auf der Insel Pemba wird eine große Zahl unterschiedlicher Geister überliefert, zu denen seit kurzer Zeit ein Geist namens Popobawa („Fledermaus-Flügel“) gehört, der international als moderne Sage bekannt wurde. Die Verbindung von Wind und Geist wird in den Formulierungen deutlich: kupunga upepo, „(sich selbst) Wind zufächeln“, und kupunga pepo, was im Rahmen der Besessenheitszeremonie meint, „den Geist austreiben, indem mit einem Kuhschwanz über dem Kopf des Patienten gewedelt wird“. Pepo kann in Tansania einen guten Geist (pepo mzuri) oder einen bösen Dämon (pepo mbaya) bedeuten.
Peponi bedeutet „mit den Geistern“ und bezieht sich auf die jenseitige Welt der Geister. Aus dem alten Swahiliwort wurde in Ostafrika ein Begriff des islamischen Glaubens. Im islamischen Kontext bedeutet pepo – mit dem Ort peponi – das Paradies (arabisch dschanna), in welches die auserwählten Gläubigen gelangen werden. In jenem lichtdurchfluteten weiten Land werden die Menschen in goldenen Palästen leben, umgeben von schönen Bäumen, Blumen und Flüssen, in denen Honig fließt. Alle werden gemeinsam fünf Mal täglich das rituelle Gebet (salāt) verrichten.

## Kulturelles Umfeld

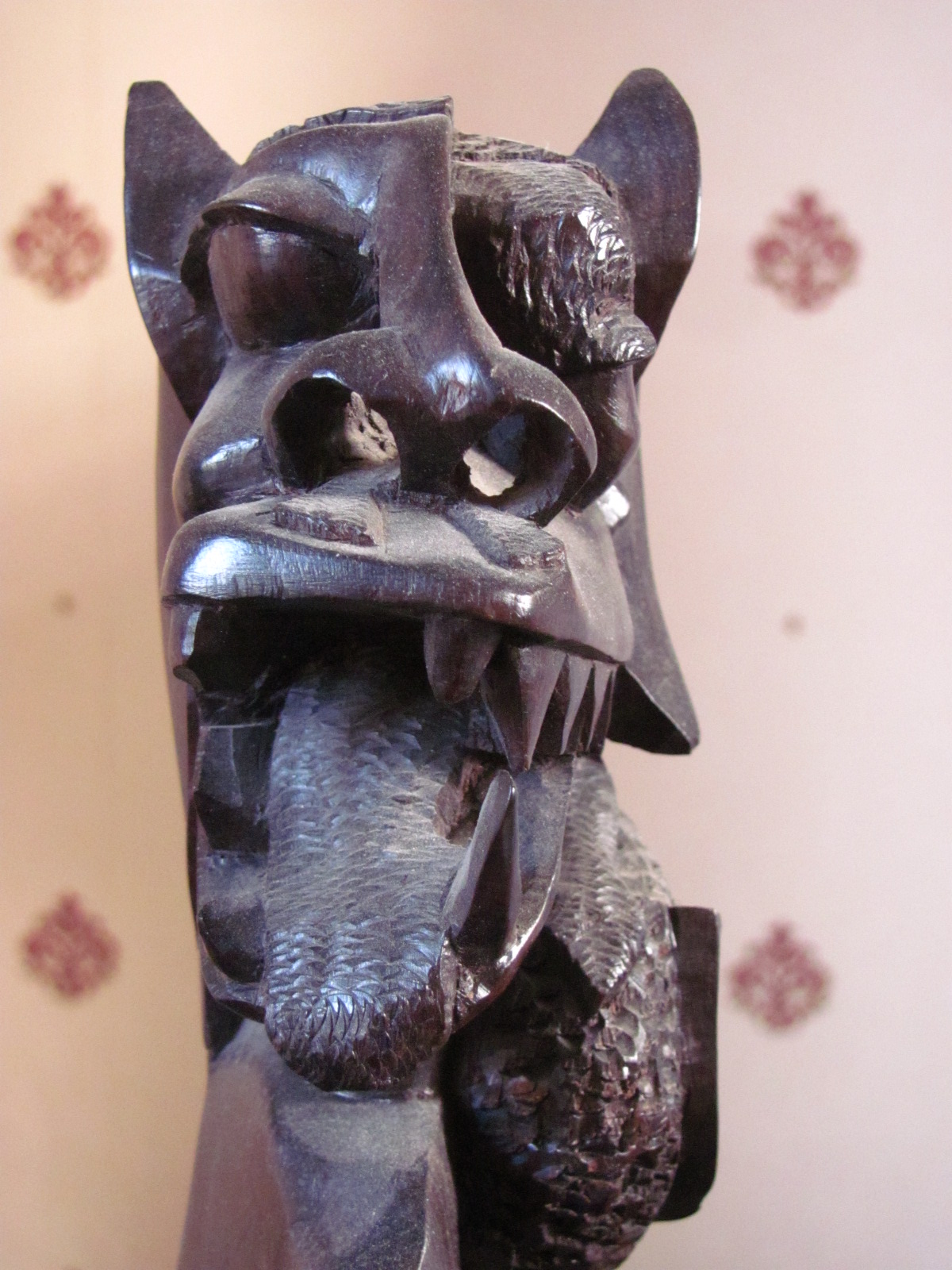
Kopf einer Geisterfigur der Makonde aus Grenadillholz im Shetani-Stil. Der deformierte, „surreale“ Dämonenfiguren darstellende Shetani-Stil der Makonde entstand in der zweiten Hälfte des 20. Jahrhunderts.

Im afrikanischen Kontext bedeutet Besessenheit, dass ein Geist oder eine fremde Persönlichkeit in einen Menschen gefahren ist und vollständig die Lenkung seines Organismus und seiner Psyche übernommen hat. Dies geschieht, während der Mensch in einen Zustand der Trance oder Ekstase fällt. Sein eigenes Bewusstsein ist in dieser Zeit abgeschaltet. Unterschieden wird, ob der Geist sich auf die Kontrollausübung über den Menschen beschränkt (englisch spirit possession) oder ob die Bedeutung des Phänomens wesentlich auf der Vorstellung basiert, dass der Geist über den Besessenen in Kontakt mit anderen Menschen tritt (spirit mediumship). Im zweiten Fall handelt es sich üblicherweise um einen religiösen Kult und der Besessene dient als Bindeglied (Medium) zwischen der hiesigen Welt und der Welt der Geister. Hierbei sollen insbesondere die Ahnenhäuptlinge des Clans um Hilfe gefragt und um positives Einwirken gebeten werden. Die vermutlich bedeutendste Gruppe von Medien führen ihre Besessenheit auf diese Ahnengeister der Stammesführer zurück. Auch Wahrsager begründen gelegentlich ihre Tätigkeit mit ihrer Besessenheit von einem speziellen Wahrsagegeist. Geographisches Zentrum der Besessenheitskulte der Bantu-Volksgruppen im südlichen Afrika ist Simbabwe. Die Stammesmedien der südlichen Bantu stehen in enger kultureller Verbindung mit den Medien der Baganda im nördlich gelegenen Zwischenseengebiet.
Ausgrabungen zufolge existierte im 8. Jahrhundert eine islamische Gemeinde auf der kenianischen Insel Lamu. In mehreren Orten an der Küste gab es im 11. Jahrhundert Moscheen aus massiven Steinmauern. Die ostafrikanische Küste gehört zu den Regionen, in denen der Islam in Afrika bereits in frühislamischer Zeit Fuß fasste. Der Islam steht allgemein in einem Austausch- und Wettbewerbsverhältnis mit den afrikanischen Religionen, die tendenziell zurückgedrängt werden. Daraus entstanden synkretistische Kulte, zu denen auch die in islamisierten Gesellschaften gepflegten Besessenheitskulte gehören. Diese werden von der Mehrheit der gemäßigten Muslime allgemein toleriert, solange sie keinen politischen Einfluss ausüben.
Bis zum 19. Jahrhundert hatten die von Einwanderern aus dem Oman und anderen arabischen Ländern gestärkten Swahili durch den Sklaven- und Seehandel die wirtschaftliche Führung übernommen und waren zur herrschenden sozialen Klasse geworden. Es entstand eine ethnische Identität der Swahili an der Küste, die ihre „weltoffene, zivilisierte“ Kultur über den „hinterwäldlerischen, rückständigen“ Lebensstil der afrikanischen Bauern und Viehhirten im Landesinnern erhob. Die einfachste Bestimmung der aus Arabern und afrikanischen Ethnien gebildeten, pluralistischen Swahili-Gesellschaft ist die gemeinsame Sprache Swahili, eine Bantusprache mit einem beträchtlichen arabischen Wortschatz, und die Pflege einer eigenen, islamisch-synkretistischen Kultur. Dazu gehört die Verehrung islamischer Heiliger und der afrikanischen Ahnen. Die Geisterwelt der Swahili wird nach einer möglichen Einteilung von islamischen, übelwollenden Dschinn (arabisch, majini), Ahnengeistern (Swahili, koma), Naturgeistern (Swahili, mizimu) und wohlwollenden Schutzgeistern (pepo) bevölkert. Fern über allen und nur durch Vermittlung der Ahnengeister ansprechbar thront in der Kosmogonie der Swahili Gott (Mungu), der Schöpfer (Muumba). Unter dem alles beherrschenden Gott leben die Menschen und die unzähligen Geister. Die Ahnengeister (koma) überbringen zu manchen Zeiten Botschaften von den Ahnen an ihre lebenden Nachkommen, wenn sie Geschenke (sadaka, Ritual zur Erhaltung der Harmonie) und Opfergaben (kafara, Ritual als reinigendes Sühneopfer) erhalten.

### Besessenheit bei Frauen und Männern
Der pepo-Kult der Swahili steht mit anderen afrikanischen Besessenheitskulten in Beziehung. Wie bei diesen werden überwiegend Frauen von einem Geist besessen. Ein typischer, mehrheitlich von Frauen praktizierter Besessenheitskult innerhalb des Islam ist der zar-Kult in Ägypten und im Sudan. Die zar-Geister werden wie die pepo als unsichtbare Wind-Geister aufgefasst. Andere islamische Besessenheitskulte sind Bori und Dodo bei den Hausa in Nordnigeria, Holey bei den Songhai in Mali, Stambali in Tunesien und Derdeba in Marokko. Eine Besonderheit sind der Kult um die Gottheit Nya im Süden Malis und der Kult der Hamadschas um den weiblichen Geist Aisha Qandisha, die praktisch nur Männer besessen machen. Zu den zahlreichen Besessenheitskulten innerhalb des Christentums im südlichen Afrika, die mehrheitlich Frauen veranstalten, gehören Mashawe in Sambia und Vimbuza in Malawi. Unterschieden wird nach dem britischen Anthropologen Ioan M. Lewis (1971) die „periphere“, also subkulturelle Besessenheit als Krankheit (typischerweise Kulte von Frauen der Unterschicht in männerdominierten Gesellschaften, etwa zar, in Somalia saar) von einer „zentralen Besessenheitsreligion“, die sozial hochstehenden Männern zur Erhaltung ihrer Machtposition dient (Nya in Mali). Besessenheitskulte lassen sich zwischen diesen beiden gesellschaftlichen Positionen einordnen, wobei die Einordnung durch die unterschiedliche Perspektive der gesellschaftlichen Gruppen geprägt wird.
Hans Koritschoner (1936) fand in mehreren Jahren, in denen er pepo-Kulte beobachtete, bis auf eine Ausnahme nur Frauen, die bei der Tanzzeremonie (ngoma) besessen wurden. Die Betroffenen gaben hierfür keine Begründung an. Er vermutet für die hohe weibliche Besessenheitsquote als zwei mögliche Ursachen eine suggestive Kraft der Tradition und eine stärkere Neigung zu hysterischen Reaktionen bei Frauen. Beginnende psychische Abweichungen werden grundsätzlich als ugonjwa ya sheitani („Krankheit durch einen Geist“) aufgefasst. Psychische Erkrankungen werden wie körperliche behandelt, das bedeutet, der Erkrankten wird weder eine Schuld gegeben noch fürchtet man sich vor ihr. In Luanda (Angola) wird nach einem Bericht von 1958 (den Begriff „Hysterie“, von altgriechisch „Gebärmutter“) ergänzend auf die belastende Rolle der Mutterschaft hingewiesen, die eine mythisch unsichere Phase darstellt. Dieses Erklärungsmuster wird durch die Feststellung relativiert, dass viele von Frauen gepflegte Besessenheitskulte in Afrika erst im 19. und 20. Jahrhundert in Städten und/oder in Gebieten mit einem starken Zustrom fremder Gruppen entstanden, was auf einen Zusammenhang mit den sozialen Veränderungen während der Kolonialzeit hinweist.
Hierzu erwähnt Ioan M. Lewis (1966) eine Studie über den Unterschied zwischen den Valley-Tonga und den Plateau-Tonga im südlichen Afrika. Bei den Plateau-Tonga waren Frauen und Männer seit den 1930er Jahren in die moderne Marktwirtschaft integriert, sie hatten während der Kolonialzeit gleichermaßen Arbeitsmöglichkeiten vor Ort, Geisterbesessenheit (masabe) war selten und wenn sie auftrat, dann bei beiden Geschlechtern ungefähr gleich stark. Anders bei den Valley-Tonga, bei denen die Männer zur Arbeitsmigration gezwungen und die zurückgebliebenen Frauen vom modernen kulturellen Leben in den Städten ausgeschlossen waren. Durch Flucht in die stark verbreitete Besessenheit verschafften sich die marginalisierten Frauen ein Druckmittel, um von den Männern ebenfalls einen materiellen Anteil an der modernen Welt in Form von Kleidern und luxuriösen Nahrungsmitteln verlangen zu können. Dieser Interpretation einer aus einem sozialen Konflikt zwischen Männern und Frauen („Geschlechterkrieg“) hervorgehenden weiblichen Besessenheit, die häufig für den zar-Kult angeführt wird, stellt Peter J. Wilson (1967) eine These entgegen, wonach Besessenheit eher eine Folge von Konflikten, Wettbewerb und Eifersucht innerhalb von Mitgliedern desselben Geschlechts sei. Keine der vorgeschlagenen Gründe sind vom Blickwinkel des europäischen Betrachters frei. Die letztlich noch offene Klärung der Ursachen für die überwiegend bei Frauen auftretende Besessenheit durch pepo-Geister wirkt sich auf die Frage nach der möglichen Ausbreitung der Besessenheit durch Fremdgeister aus. Beatrix Heintze (1970) bemerkt eine Beziehung zwischen zar am Horn von Afrika, pepo und Geisterkulten von  Ronga-Sprechern in Mosambik und hält eine Ausbreitung der Frauen-Besessenheit durch Fremdgeister entlang der ostafrikanischen Küste nach Süden für wahrscheinlich. Als ein Beleg führt Heintze eine von Frauen bei Trancetänzen in manchen Regionen im südlichen Afrika geschlagene Rahmentrommel mit Schnurverspannung an, die arabischen Ursprungs sein dürfte. Arabische Frauen begleiten ihre Gesänge typischerweise mit Rahmentrommeln (vgl. daira), die auch im zar-Kult und im pepo-Kult für die Gruppe der kiarabu-Geister verwendet werden. Ralph Skene (1917) benennt die Rahmentrommel der Swahili mit dem arabischen Namen tari (von tār).

### Fremdgeister

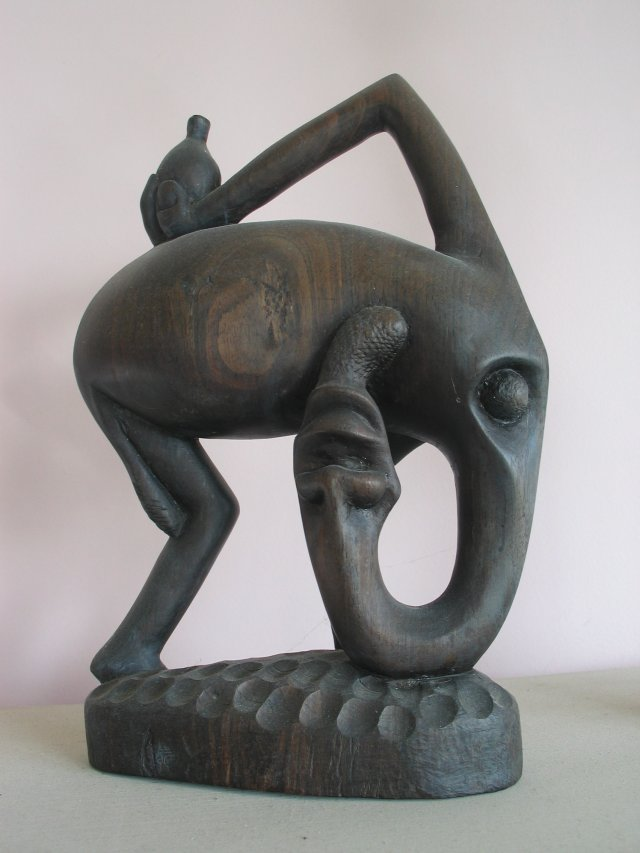
Künstlerisch gestaltete Elefantenfigur der Makonde im Shetani-Stil

Pepo-Geister gehören großteils zu den Fremdgeistern. Neben verehrten Stammesgeistern, Tätigkeitsgeistern (die bestimmte Berufsgruppen besessen machen), indifferenten oder böswilligen, gewöhnlichen Totengeistern, Familien- und Distriktsgeistern bilden Fremdgeister eine gesonderte Gruppe von Geistern, die nicht der eigenen Tradition entspringen, sondern von anderen Ethnien übernommen wurden. Außer dem Swahili-Gebiet kommen Fremdgeister besonders am Horn von Afrika (zar, saar) in Simbabwe und in Angola vor. Im westafrikanischen Togo werden im Speziellen Tchamba-Kult im Süden des Landes Geister von Sklaven verehrt, die aus dem fremden islamischen Norden stammen. 
Die fremden Geister werden bei den Swahili und anderswo üblicherweise durch eine bestimmte, ihnen entsprechende Nahrung charakterisiert, die sie als Opfergabe erhalten, und durch passende Kleidung und Attribute, die der Besessene beim Tanzritual trägt. In seltenen Fällen erhalten die Geister Nahrungsgaben, die mit ihrer Ethnie nichts zu tun haben. So erhielten im Gebiet der Mwila in der südwestangolanischen Provinz Huíla die Geister der Kohlenverkäufer, die zur Kolonialzeit mit den Europäern Handel trieben, „Eichhörnchen und Hund“ als Nahrung, das heißt, die von diesen Geistern Besessenen tranken während des Rituals Blut dieser Tiere. Eigene Geister der Nhaneca-Humbe in Angola erhielten Eier und Zucker, obwohl beides bei diesen Ethnien nicht verzehrt wird. Neben mehreren Ethnien im Südwesten Angolas betreiben die Chokwe und ihre Nachbarn im Nordosten Angolas, in angrenzenden Gebieten des Kongo und in Sambia intensive Besessenheitskulte mit Fremdgeistern. Die neuen mahamba der Luvale machen seit den 1920er Jahren vor allem Frauen in einem auf Matrilinearität basierenden Verwandtschaftssystem besessen. Die Baluba im Kongo kennen seit dem 20. Jahrhundert einen Europäergeist. In Simbabwe ist der shave-Kult verbreitet. Zu den Fremdgeistern unter den shave gehören Europäer (varungu) und Mosambikaner (mazungu).
Die Besessenheitskulte am Rovuma, der die Grenze zwischen Mosambik und Tansania bildet, stehen mit den pepo-Kulten in Beziehung. Die Methoden der Heilerin (fundi) mit Weihrauch (ovumba) und dem Trancetanz des Patienten sind ähnlich. Die Besessenheitsgeister, unter anderem der dort lebenden Makonde, gelten als böswillig und werden von den guten Ahnengeistern unterschieden. Der anspruchsvollste böswillige Geist heißt msungo, trägt eine Militäruniform und ein Gewehr und braucht besonders aufwendige Rituale.
Bei den Taita im gleichnamigen County im Südosten Kenias ist der pepo-Kult häufiger als saka bekannt. Grace Harris (1957) fand bis zur Hälfte der verheirateten Frauen bei den Taita zumindest gelegentlich von einem saka-Geist besessen. Die Therapie folgt dem Muster der pepo-Zeremonie. Die Patientin wird mit Räucherwerk behandelt und nimmt in regelmäßigen Abständen an Trommeltänzen teil, da der Geist nicht endgültig ausgetrieben werden kann. Wie anderswo fordern die Frauen mit ihrer Besessenheit von den Männern Konsumgüter, die sie ansonsten nicht erhalten (besondere Kleider, Zigaretten, Dinge europäischer Herkunft). Bei den Massai werden seit längerem vorhandene Krankheitssymptome und bestimmte Behandlungsmethoden der von der Küste eingeführten, zuvor unbekannten Vorstellung von Besessenheit zugeordnet. Das allgemeine Swahili-Wort für Geist, pepo, wurde in ihrer Sprache Maa zu embepo (fem.) und olpepo (mask.). Geistbesessenheit trat bei den Massai erstmals Anfang der 1890er Jahre auf, als bei der verheerenden Rinderpest der Großteil aller Rinder zugrunde ging und rund zwei Drittel der Bevölkerung starb. Die überlebenden Massai kamen gezwungenermaßen mit sesshaften Bantu-Ackerbauern außerhalb ihres Siedlungsgebiets in Kontakt, von denen sie kulturell beeinflusst wurden.

## Besessenheitsgeister der Swahili
Johann Ludwig Krapf (1810–1881) beschrieb in Reisen in Ost-Afrika ausgeführt in den Jahren 1837 – 1855 (veröffentlicht 1858) als einer der ersten Europäer ein pepo-Tanzritual, bei dem er den bösen Geist pepo sogleich als Teufel ausmachte, gegen den er, der Missionar, eine Standfestigkeit braucht, die ihm nur „eine besondere Macht von Oben“ bietet. Ohne seinen Gott gelänge es ihm nicht, in dieser „höllischen Atmosphäre fest zu bleiben gegen die finsteren Kräfte“. Offenbar übte das fremde Ritual einen so starken Eindruck auf ihn aus, dass er die Gefahr verspürte, vom Geschehen überwältigt zu werden, anstatt sich mit seiner missionarischen Rede dagegen zu stellen.
Kolonialzeitliche Berichte über pepo in Deutsch-Ostafrika liegen seit Ende des 19. Jahrhunderts vor (besonders Carl Velten, 1903; Raph Skene, 1917). Die genaueren ethnographischen Beschreibungen seit den 1970er Jahren waren anfangs überwiegend Fallstudien, die sich auf einzelne Städte und Dörfer an der nordtansanischen und südkenianischen Küste bezogen, das Thema Besessenheit nur am Rand behandelten und nicht immer allgemein übertragbare Ergebnisse brachten. Ann Caplan (1975) unterschied auf der Insel Mafia zwei Besessenheitskulte, einen sheitani-Kult der Unterschicht, der als „afrikanisch“ und aus dem Landesinnern stammend von orthodoxen Muslimen strikt abgelehnt wurde, und einen der Küstenregion zugeordneten jini-Kult von Frauen unterschiedlicher sozialer Schichten, der von muslimischer Seite eher tolerabel erschien. Linda L. Giles unternahm von 1982 bis 1984 Feldforschungen. Zu ihren Untersuchungsschwerpunkten gehören Mombasa sowie die Inseln Pemba und Sansibar. 
Gemäß der eigenen Identitätsbestimmung teilen die Swahili ihre Geisterwelt zunächst nach religiösem Maßstab in islamische Geister (kiislamu) und unislamische Geister (kafiri, von arabisch kāfir, „Ungläubige“) ein. Bei Betrachtung auf gesellschaftlicher Ebene werden letztere zu kishenzi (Swahili „unzivilisiert“, „wild“) degradiert. Geographisch stehen sich die Geister an der Küste (pwani) und die Geister des Landesinnern (bara) gegenüber. Die weitere Unterteilung der Geister reflektiert aus dem Blickwinkel der Swahili bestimmte Ethnien und Bevölkerungsgruppen in der Welt der Menschen. Wie die menschliche Gemeinschaft in Ethnien (Swahili kabila, Plural makabila, von arabisch qabīla, „Stamm“) eingeteilt ist, besteht die Geisterwelt aus vergleichbaren makabila. Nicht zu den Swahili gehörende ostafrikanische Ethnien teilen ihre Geisterwelt anders ein. Gemäß der quantitativen Datensammlung von Linda L. Giles (1999), die besessene Medien nach „ihren Geistern“ befragte, unterscheiden die Swahili innerhalb der zur Küste gehörenden Geisterwelt die Gruppe von mindestens 42 arabischen Geistern (kiarabu) von mindestens 46 Geistern der Insel Pemba (kipemba). Die kiarabu-Gruppe beinhaltet auch die Somali-Geister (kisomali). Die meisten Medien gaben an, von beiden Geistergruppen besessen zu sein, bei Besessenheit nur einer Gruppe waren es überwiegend kiarabu-Geister.
Neben diesen beiden Hauptgruppen kennen unter anderem die Mijikenda von Mombasa die kinyika und die Massai die kimasai als kleinere Geistergruppen. In Sansibar werden madagassisch-komorische (kibuki) und äthiopische Geister (habeshia) erwähnt. Auf den lebendigen kibuki-Kult von Sansibar konzentriert sich Kjersti Larsen in ihrer Studie von 2008. Auf Pemba bilden die Geister der Shambaa (kishambaa), einer in den Usambara-Bergen lebenden Ethnie, und der Nyamwezi (kinyamwezi) weitere Gruppen.
Helene Basu (2005) fasst für die Insel Sansibar die Geister nach sozialer und geographischer Herkunft in vier Klassen zusammen: Die masheitani ya ruhani (Plural) sind arabische Geister (entsprechend der Gruppe kiarabu), die für Islam und Zivilisiertheit stehen. Den Gegenpol bilden die masheitani ya rubamba. Dies sind afrikanische Geister vom ostafrikanischen Festland und von der Insel Pemba, die mit Unglauben, Unzivilisiertheit und Hexerei assoziiert werden. Masheitani ya habisha (auch habeshia) sind christliche äthiopische Geister, von denen es Könige und Sklaven gibt. Die vierte Gruppe bilden demnach die stets paarweise auftretenden masheitani ya kibuki aus Madagaskar und den Komoren. Obwohl die Geister nach den ethnischen Kategorien eingeteilt sind, die in der Bevölkerung vorherrschen, setzen sich die Anhänger der Kultgemeinschaften nicht einheitlich aus den jeweiligen Ethnien zusammen.

### Kiarabu-Geister
Die zur Küstenregion (pwani) gehörende Gruppe der islamischen kiarabu-Geister gilt dem Selbstverständnis der Swahili nach als besonders mächtig. Für sie werden Zeremonien in arabischer Sprache veranstaltet und die Geister sprechen (durch den Mund des Mediums) Arabisch. Die meisten Swahili haben zwar einige arabische religiöse Texte auswendig gelernt, können sich aber nicht auf Arabisch unterhalten. Linda L. Giles (1999) erwähnt außenstehende Zuhörer (unter ihnen sei ein Sprachwissenschaftler gewesen), die bemerkten, dass die Besessenen sich während der Trance mit einer Sprachkompetenz äußerten, die sie im Alltag nicht besitzen. Ralph Skene stellte bereits 1917 hierzu kritischer fest, die Besessenen sprächen gewöhnliches Swahili, durch ihre Stresssituation jedoch mit einer nervösen, hohen Stimme, die mit unartikulierten Lauten durchsetzt sei. Die Heiler behaupten zur Erklärung, die Besessenen würden eine altertümliche Form der jeweiligen Sprache sprechen, die nur sie verstehen könnten.
Der Umgang mit kiarabu-Geistern ist schwierig, da sich ihre Macht als nützlich und ebenso als schädlich auswirken kann. Kiarabu-Geister, die sich auch außerhalb der Besessenheitskulte in Menschen verkörpern können, werden nach islamischem Verständnis den im Koran vorkommenden Dschinn (jini, Plural majini) zugeordnet. Nach islamischer Tradition verkörpern die Dschinn, wenn sie bösartig sind, den Widerstand gegen die Herrschaft Allahs und gelten dann als Schaitan (scheitani, Plural masheitani, Satan), der Iblīs (dem Teufel) unterstellt ist. Für den Menschen hilfreiche Dschinn unterstehen hingegen dem Propheten Sulaiman, der von Gott die Macht über sie erhielt. Solche dienstbaren Dschinn beseitigen für ihren Herrn alle Schwierigkeiten, wie es in Sure 34:12 heißt. Nicht alle Charakterisierungen der Dschinn in der Tradition der Swahili sind im Koran angelegt. An der ostafrikanischen Küste werden die schädlichen Dschinn nicht Iblis zugeordnet und auf die sprachliche Unterscheidung in schädliche (sheitani) und hilfreiche Geister (jini) wird auf Sansibar häufig verzichtet. So gehören nach dem Verständnis der Kultanhänger ʿAbd al-Qādir al-Dschīlānī, der Begründer der Qādirīya-Sufibruderschaft, und Mitglieder der Familie des Sultans zu den masheitani ya ruhani. Ritualleiter (Swahili fundi) diskutieren kontrovers Fragen des rechten Glaubens, wozu die Fragen gehören, welche Geister von Allah geschaffen wurden und welchen Einfluss Geister auf das Handeln der Menschen ausüben.
Ihrem Wesen entsprechend gehören kiarabu-Geister der städtischen Elite an und werden als gebildet, modern und als gepflegte Erscheinung vorgestellt. Die von ihnen Besessenen tragen während des Rituals weiße Kleidung und einen weißen Turban, Gebetsketten (Misbaha) und Amulette mit Koransprüchen. Ihr bevorzugter Geruch sind Räucherstäbchen mit Rosenholz (Aniba rosaeodora, Swahili udi), gefolgt von Rosenwasser (marashi), das auf der Kleidung und im Raum verspritzt wird. Kiarabu-Geister trinken gern kombe, einen magischen Trunk, der aus der Tinte von Abschriften aus dem Koran hergestellt wurde. Kleine Opfergaben möchten sie gepflegt auf einem Silbertablett (upatu) überreicht bekommen, Essen und Getränke (Früchte, Nüsse, Zuckerhüte, Halva, arabischen Kaffee) am besten auf einem größeren Metalltablett (sinia). Falls Musikinstrumente beim Ritual eingesetzt werden, dann nur eine Rahmentrommel (tari, Name im islamischen Kontext).
Im weiteren Sinn bezeichnet kiarabu nicht nur die regionalen Dschinn, sondern alle Geister nordafrikanisch-mittelöstlicher Herkunft, für die islamische Zeremonien (dhikri) abgehalten werden müssen. Dieses weiter reichende Kriterium schließt Geistervorstellungen ein, die im Verlauf der vergangenen Jahrhunderte mit Händlern und Sklaven in das Sultanat Sansibar gelangten. Hierzu gehören islamische ebenso wie christliche Geister der Nubier, Somali, Oromo und Habescha vom Horn von Afrika, der Bū-Saʿīd-Dynastie in Oman und ferner Geister der Beduinen (bedui). Von diesen Geistern spielen praktisch nur die somalischen eine Rolle, vor allem in den Ritualgemeinschaften von Mombasa. Die fremden Geister benötigen besondere Rituale, falls sie als kiarabu und nicht eher als afrikanische Geister aufgefasst werden.

### Bara-Geister

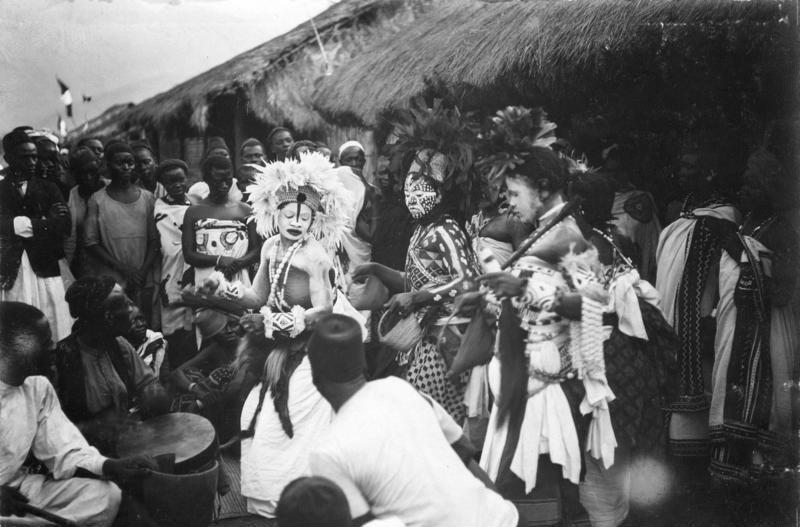
Ngoma-Kulttanz in Deutsch-Ostafrika, 1907. Die Aufnahme entstand während einer Reise des deutschen Kolonialpolitikers Bernhard Dernburg.

Die afrikanischen Geister aus dem Landesinnern stellen in jeder Hinsicht den Gegensatz zu den kiarabu-Geistern dar. Sie sind unzivilisiert, ungläubig und unrein, was an der schwarzen oder roten Kleidung beim Ritual deutlich wird. Statt einem koranischen Amulett gehören Fliegenwedel (mibwisho) zu ihren Insignien. Musikinstrumente sind Trommeln (große einfellige Standtrommeln), eventuell Gongs und Rasseln. Als Medizin trinken sie kein Rosenwasser, sondern einen Saft aus einheimischen Pflanzen und Wurzeln. Ihnen haftet ein fauliger Geruch an, weshalb als Räucherwerk statt Rosenholz der Rauch von mafusho genügt, einer unterschiedlichen Mischung aus Pflanzen und Kräutern, die ansonsten in der Naturheilkunde verwendet werden. Die Opferspeisen sind alltäglich (Mais, Hirse, Milch), abstoßend und unrein; zum Trinken erhalten bara-Geister Pombe (Hirsebier). Die weniger machtvollen bara-Geister werden anstelle islamischer dhikri-Zeremonien mit nichtislamischen Tanzzeremonien (ngoma) angerufen.
Zu den bara gehören in erster Linie die Massai- und Nyamwezi-Geister, weil diese Völker aktiv am ostafrikanischen Karawanen- und Sklavenhandel beteiligt waren, Geister von versklavten Völkern aus dem Kongobecken und – um die Geringschätzung dieser Gruppe deutlich zu machen – Geister von Wildtieren, Rindern und Eseln. Die Bösartigkeit der bara-Geister drückt sich in den wilden, unkoordinierten Tanzbewegungen bei den Ritualen aus, die auch Elemente afrikanischen Initiationen enthalten. Die einzelnen Typen äußern sich in der Sprache ihrer Herkunft.

### Kipemba-Geister
Die Insel Pemba gilt als die Hochburg der Geister an der ostafrikanischen Küste und die kipemba-Kategorie (masheitani ya rubamba) steht identitätsstiftend im Zentrum der Swahili-Geisterwelt. Auf Pemba gelten sie als die einheimischen Geister, von dort sollen sie sich vor längerer Zeit entlang der Küste verbreitet haben. Die Geister sprechen Swahili im Dialekt der Küste. Ihr Ritual ist nichtislamisch (ngoma). Losgelöst von der dominanten islamischen Kultur der Städte tritt beim Kult der kipemba-Geister das afrikanische Element der Swahili-Gesellschaft in den Vordergrund. Die Dreifarbigkeit der kipemba – schwarz, rot und weiß – symbolisiert die Verbindung aus afrikanischen (schwarz, rot) und islamischen Elementen (weiß). In der Region Tanga tragen die Besessenen einen dreifarbigen Turban und ebensolche Hemden und Hosen. Außer dem Fliegenwedel der bara-Geister dienen weitere Gegenstände als Insignien, darunter grob bearbeitete Holzstücke und Korallen. Die Geister mögen süße Blumendüfte und zugleich ihrem afrikanischen Temperament entsprechend üble Gerüche, das entspricht einer Kombination aus Rosenholz-Räucherstäbchen und schlecht riechendem Räucherwerk (uvumba). Die Opfergaben bestehen aus Blumen, Früchten (Bananen), Honig, Zuckerrohr, Betelnüssen, rohen Eiern, Blumen und in kleineren Mengen feine Esswaren entsprechend dem Angebot an die kiarabu-Geister, die auf einer Holzschale überreicht werden. Insgesamt enthält der Kult aus den anderen Geisterkategorien bekannte, „zivilisierte“ und „unzivilisierte“ Elemente. Einzigartig ist die Besetzung der Begleitmusik mit der Kegeloboe nzumari (sprachverwandt mit mizmar), der mit einer Palmblattrippe geschlagenen Metallplatte upatu und Trommeln.
Die Wohnorte der kipemba-Geister liegen an der Meeresküste meist in Höhlen oder an Bäumen, die als Schreine (panga) zur Kommunikation mit den Geistern fungieren. An den panga werden nicht nur die besessen machenden Geister verehrt, sondern auch Schutzgeister, die in Ritualen von der Dorfgemeinschaft um reiche Ernte oder anderweitige Unterstützung angefragt werden. Im Verständnis der Gläubigen, die auch die Heimstätten der Geister in islamische und unislamische unterscheiden, gelten die panga als rein islamisch. Die Heilwirkung im kipemba-Kult basiert nicht auf der Einnahme koranischer Texte (als Getränk kombe), sondern von Naturheilkräutern, wie sie von nichtislamischen Heilern gegen Hexerei (uchawi) und schwarze Magie (ulowa) angewandt werden.

### Weitere Geisterkategorien
Kinyika-Geister gehören zur Swahili-Kultur der Küste, haben aber ihre Wurzeln im afrikanischen Binnenland und besitzen daher bara-Eigenschaften. Sie sind im gesamten Swahili-Gebiet verbreitet, die meisten werden jedoch den Mijikenda an der kenianischen Küste zugeordnet, die in engen kulturellen und wirtschaftlichen Beziehungen zu den Swahili stehen. Die Geisterwelt der Mijikenda besteht aus Ahnengeistern (makoma) und böswilligen Geistern (mapepo). Erstere sind prinzipiell gut, solange die richtigen Rituale für sie durchgeführt werden, letztere bringen psychische und physische Krankheiten und müssen vertrieben werden. Für die Swahili gelten die Geister der Mijikenda als unislamisch und unzivilisiert. Unabhängig davon, dass die Digo und andere Untergruppen der Mijikenda zum Islam konvertiert sind, bezeichnen Swahili sie abwertend als „Nyika“, was „Buschland“ bedeutet. Die Geister mögen Räucherstäbchen (ubani) aus Gummi arabicum, anderes Räucherwerk und Pflanzenmedizin. Weil unislamisch erhalten sie als Speiseopfer Palmwein. Ihre Unreinheit tritt deutlich zutage, wenn sie nach Ratten als Nahrung verlangen. Die Macht der kinyika-Geister ist gering, dennoch fühlen sich viele Kultanhänger von ihnen besessen. Als ein Zeichen für die enge Beziehung von Swahili und Mijikenda tanzen in den ngoma-Zeremonien von kinyika- und von kipemba-Geistern Besessene häufig im Stil der jeweils anderen Gruppe.
Die bisher erwähnten Geistertypen sind den Gegenpolen islamisch (kiislami), Küste (pwani) – unislamisch (kafiri), Inland (bara) zuzuordnen. Daneben gibt es Geister, auf welche diese Kategorien nicht anwendbar sind. Die äthiopischen Geister (habeshia) gehören zum zar-Kult, den Konkubinen adliger äthiopischer Herkunft in die Paläste der Omani-Herrscher und einfache äthiopische Sklavinnen in die abhängige Unterschicht von Sansibar mitbrachten. Auf den beiden sehr unterschiedlichen gesellschaftlichen Ebenen bewegen sich die habeshia-Geister. An erster Stelle im Ritual stehen die gepflegten, vornehmen Geister der Adligen, die von den Sklavengeistern abgegrenzt werden. Mit den ersten Mehrparteienwahlen 1995 auf Sansibar und dem Machtverlust der Omani-Oberschicht, ging der Kult der habeshia-Geister zurück.
Der von Madagaskar und den Komoren eingeführte Kult der kibuki-Geister beinhaltet eine ungefähre Erinnerung an die Geisterwelt der madegassischen Sakalava-Königreiche. Die kibuki-Geister gelten weder als islamisch noch als afrikanisch. Sie sind europäische Typen mit einer Vorliebe für importierten Alkohol und andere europäische Konsumgüter sowie für eine Tanzmusik mit dem in Madagaskar beliebten Akkordeon (gorodo). Mit diesen Eigenschaften entsprechen sie den im christlichen Umfeld in madagassischen Besessenheitszeremonien vorkommenden Geistern (tromba). Das Wort tromba bezeichnet in ganz Madagaskar summarisch Besessenheitsgeister, die in europäischen und arabischen Reiseberichten seit dem 16. Jahrhundert erwähnt werden. Da römisch-katholische Missionare als erste und am erfolgreichsten ihre Religion auf Madagaskar verbreiteten, gelten die kibuki-Geister mehrheitlich als französische katholische Priester. Sie sind im Vergleich zu den gepflegten kiarabu- und habeshia-Geistern rüpelhaft, laut und selbstherrlich. Historisch steht der kibuki-Kult nicht mit den Omani-Herrschern in Verbindung, zu denen er einen sozialen Gegensatz ausdrückt.
Eine Randerscheinung der europäischen Kolonialherrschaft sind die kizungu-Geister. Mzungu (Plural wazungu) ist ein „weißer Europäer“, kizungu bedeutet „einem (reichen) weißen Menschen zugeordnet“. Dieser Geistertyp ist heute selten, auf dem Gebiet der ehemaligen Kolonie Deutsch-Ostafrika (tansanisches Festland) stellte man sich deutsche Geister vor, im gesamten Ostafrika britische Geister. Zum kizungi-Geisterkult gehören europäische Nahrungsmittel (Kekse, Kuchen, Toast, Weißbrot, Alkohol, Soft Drinks, Zigarren und Zigaretten), für die Kolonialzeit typische Kleidung inklusive Tropenhelme und Militärartikel wie Spielzeuggewehre aus Holz sowie Modelle von Flugzeugen und Schiffen. Dem damaligen Auftreten der Europäer entsprechend erscheinen die Geister mächtig, autoritär und grob, besonders die deutschen.

## Heilungszeremonie
Ist als Ursache einer Erkrankung ein Geist diagnostiziert, erfolgt die Behandlung in zwei Abschnitten. Zunächst muss der Typ und der Name des Geistes herausgefunden werden, damit dieser in einer nachfolgenden Tanzzeremonie geehrt werden kann. Der britische Verwaltungsbeamte des nordkenianischen Distrikts Lamu, Ralph Skene, beschrieb 1917 die Geister pepo oder jin der Swahilis und Araber an der Küste als teilweise harmlos und teilweise böswillig und besessen machend, was nach seiner Ansicht überwiegend bei Frauen eine Störung des Nervensystems hervorruft. Skene beobachtete Besessenheitskulte mit Tanzfesten (ngoma) bei denen unterschiedliche Trommelrhythmen Ekstase oder Ruhigstellung des Patienten bewirken konnten. Ngoma bezeichnet allgemein Gruppentänze mit Musik und Tanzwettbewerbe. Die „ethnische Zugehörigkeit“ des Geistes findet der Wahrsager/Heiler über die Sprache heraus, mit der er sich durch den Mund des Besessenen äußert. Jeder pepo innerhalb einer Geistergruppe hat einen Eigennamen, der einem gängigen Eigennamen in der jeweiligen menschlichen Ethnie entspricht. Die professionellen Heiler sind abgesehen von regionalen Schwankungen ungefähr zur Hälfte männlich und weiblich. Der Heiler erkennt die Sprache und versteht als einziger die altertümliche Ausdrucksweise. Sollte sich der pepo nicht über die Patientin (mehrheitlich Frauen) dem Heiler gegenüber offenbaren, so muss ein anderer Heiler gefunden werden, zu dessen Erfahrungshorizont dieser pepo gehört. 
Am Beginn der nachfolgenden Behandlung versucht der Heiler dem Geist die Aussage (durch den Mund der Patientin) zu entlocken, welche Art Opfer er sich wünscht, damit er bereit ist, deren Körper zu verlassen. Um diese Aussage (aus dem Mund der Patientin) zu erhalten, wendet jeder Heiler in einer Tanzzeremonie seine eigene Rezeptur von Pflanzenwirkstoffen an, die in einem Wassertopf aufgekocht werden. Die Patientin atmet mit ihrem Kopf über dem kochenden Gefäß hängend und vollständig in ein Tuch gehüllt den Medizindampf ein. Die Prozedur, bei welcher der Geist in den Kopf der Patientin steigen soll, wird mehrere Tage lang jeweils zwei Mal täglich für ein bis eineinhalb Stunden durchgeführt. Diese Art Medizin ist in der Swahili-Kultur weit verbreitet und nicht auf Besessenheitskulte beschränkt. Swahili dawa (Plural madawa, „Medizin“) ist von Arabisch dawāʾ (Plural adwiya, „Heilmittel“, „Droge“, jede auf den Körper einwirkende Substanz) abgeleitet. Dawa gehört auch zu den Methoden (uganga, „magisches Heilen“ im produktiven Sinn) der sonstigen magischen Heiler (allgemein mganga, Plural waganga, in anderen Bantusprachen nganga). Die gegenteilig wirkenden, destruktiven Magier wachawi, die uchawi (schädliche „Hexerei“) betreiben, sollen zwar existieren, sie geben sich aber nicht zu erkennen. Swahili mganga geht auf das arabische Wort al-maqanqa zurück, mit dem al-Idrisi im 12. Jahrhundert die Geistheiler von Malindi bezeichnete, die mit ihren magischen Kräften Giftschlangen hätten harmlos machen können.
Das den Kopf oder den gesamten Körper der Patientin umhüllende Tuch ist ein Merkmal von weiblichen Initiationsriten bei den Bantu. Bei der Hochzeit wird manchmal die Braut unter einem Tuch verborgen, manchmal werden Schwiegersohn und Schwiegermutter mit einem Tuch verhüllt. Weil das Tuch in Gestalt einer Rinderhaut auch bei der Initiation eines Mediums (etwa der Weihe zum Regenpriester bei den Karanga, einer Shona-Sprachgruppe) verwendet wird, kann es wie die Aktion selbst als Symbol für Tod und Wiedergeburt aufgefasst werden. Dampfbäder kommen besonders im pepo-Kult vor, sie sind darüber hinaus bei den südlichen Bantu weit verbreitet und werden von Heilern besonders bei Fieber, Erkältungen und sonstigen Beschwerden angewandt. Auch Heiler der Yao-Sprecher in Malawi behandeln die von einem masoka-Geist Besessenen mit Dampfbädern.
Falls der Heiler einen islamischen Geist vermutet, lässt er den Topf weg und schreibt stattdessen mit einer wässrigen Lösung von Campher, Moschus und Safran einige der Beinamen Allahs auf eine Holzplatte. Mit einer geringen Menge derselben Flüssigkeit wird die Schrift anschließend in eine Tasse gespült, welche die Patientin austrinkt. Nun beginnt die Preisverhandlung zwischen Heiler, Patientin und deren Angehörigen über die Kosten der eventuell benötigten Trommelspieler sowie über die Verköstigung der Tänzer und der während der mehrtägigen Tanzzeremonie anwesenden Gäste. Der Mann der Patientin kauft für sie die vom pepo gewünschten Kleider.
Ralph Skene listet die Namen von zwölf Geistergruppen, die seinerzeit in Malindi bekannt waren, darunter kipemba (von Pemba), kiarabu (Araber), kisomali (Somali, muslimisch), kinubi (nur weiter südlich im Kilifi County aktiv, muslimisch), kihabshi (Äthiopier, seinerzeit inaktiv), kiynika (gutartig, verursacht höchstens Kopfschmerzen oder Erkältung, keine Besessenheit), kigalla („Galla“, abwertend für Oromo) und kisanye (äußert sich in Dahalo-Sprache, ansonsten wie kigalla). 
Bei einer Zeremonie für pepo ya kigalla dauert die Dampfbehandlung bis zu sieben Tage. Spätestens dann sollte sich der pepo zu Wort gemeldet haben. Nun folgt ein siebentägiges Tanzfest, vor dessen Beginn die Patientin oder der Patient in ein weißes Hüftuch und ein weißes Hemd gekleidet wird. Beim ngoma ya pepo tanzen meist Frauen zur Begleitung der fast immer männlichen Trommler. Jeweils morgens und abends finden zwei- bis dreistündige Tanzzeremonien in einem Raum statt, in dem sich nur die Tänzerinnen, Trommler, Patient und der Heiler aufhalten dürfen. Üblicherweise beginnt sich am dritten Tag der Geist im Patienten bemerkbar zu machen. Mit zuckenden Schultern im Rhythmus der Trommeln erhebt sich die Patientin langsam von ihrem Sitz und reiht sich unter die Tänzerinnen. Zwischendurch werden die Opfergaben gebracht und diverse rituelle Handlungen durchgeführt. Erst am letzten Tag, wenn die Patientin als so gut wie geheilt gilt, begibt sich die Gesellschaft zum Tanzen ins Freie. Das Ritual für die kipemba-Geister dauert elf Tage, für andere Geister ist es kürzer. Während der Behandlung werden die im ersten Teil des Rituals geäußerten Wünsche des Geistes erfüllt, wodurch dieser besänftigt und zum Verlassen des Patienten angeregt werden soll. Das übliche Tieropfer ist eine Ziege, deren Blut der Geist (bzw. der Patient) zu trinken bekommt. Blut gilt als der Sitz der Seele und beinhaltet die Lebenskraft. Blut trinken am Ende einer Initiation kann für ein Medium das Bündnis mit einem Geist bedeuten. Es besteht kein Zusammenhang zwischen dem Trinken von Blut als Nahrung, wie es im Landesinnern vorkommt (Rinderblut bei den Massai) und bei Besessenheitsritualen. Das rituelle Trinken von Blut ist im südlichen Afrika auf die Ostküste und das unmittelbare Hinterland beschränkt und deckt sich mit der dortigen Verbreitung der zar- und pepo-Kulte und der angolanischen Besessenheitskulte.
Zu manchen Tanzritualen gehört – dem Wunsch des Geistes entsprechend, dass der Patient an einem der letzten Tage auf einer Ziege oder einem Rind reitet. Mit dem Abschluss der ngoma-Tanzzeremonie ist der Geist nicht endgültig aus dem Patienten verschwunden, weshalb die vom gleichen Geist heimgesuchten Menschen einander im Allgemeinen in einer Notgemeinschaft verbunden bleiben. Die Heilung ist unvollständig. Dies erlaubt der durch einen Geist, also ohne eigenes Verschulden krank gewordenen Person, auf weitere Behandlung Anspruch zu erheben.
Ergänzend zu der von Ralph Skene (1917) geschilderten Praxis verweist Linda L. Giles (1987) auf einen Unterschied: die Arbeitsteilung zwischen einem Heiler für den ersten und einem weiteren Heiler für den zweiten Teil der Zeremonie. Die Diagnose stellt laut Giles ein Heiler/Wahrsager (mganga oder fundi) oder ein spezieller islamischer Wahrsager (mwalimu, Plural walimu, Swahili „Lehrer“). Der Wahrsager führt nur in manchen Fällen die anschließende Tanzzeremonie selbst durch, meistens schickt er den Patienten zu einem geeigneten Heiler weiter. Der Geist muss nur dann ausgetrieben werden, wenn er sich als böswillig oder nutzlos erweist. Ansonsten wird erstrebt, ein verständiges Auskommen zwischen dem Geist und dem Kranken zu erreichen. Falls es sich um einen besessen machenden Geist handelt, wird oftmals versucht, den Geist zu einem regelmäßigen Aufenthalt im Menschen (im Patienten und manchmal auch im Heiler) zu bewegen, sodass der Mensch zum „Stuhl“ (Swahili kiti) des Geistes wird. Der „Stuhl“ in der Bildsprache der Swahili entspricht in anderen Besessenheitskulten der Vorstellung vom Besessenen als „Pferd“, auf dem der Geist reitet. Falls die Beteiligten zu dem Ergebnis gekommen sind, dass der Geist zukünftig regelmäßig von dem Menschen Besitz ergreifen wird, vereinbaren sie, für den Geist mindestens einmal im Jahr eine Opferzeremonie (Teller mit Nahrung und Räucherstäbchen, dazu ein Tieropfer) oder eine Form der mehrtägigen, aufwendigen und teuren Tanzzeremonie zu veranstalten.

## Soziale Stellung der Besessenheitskulte

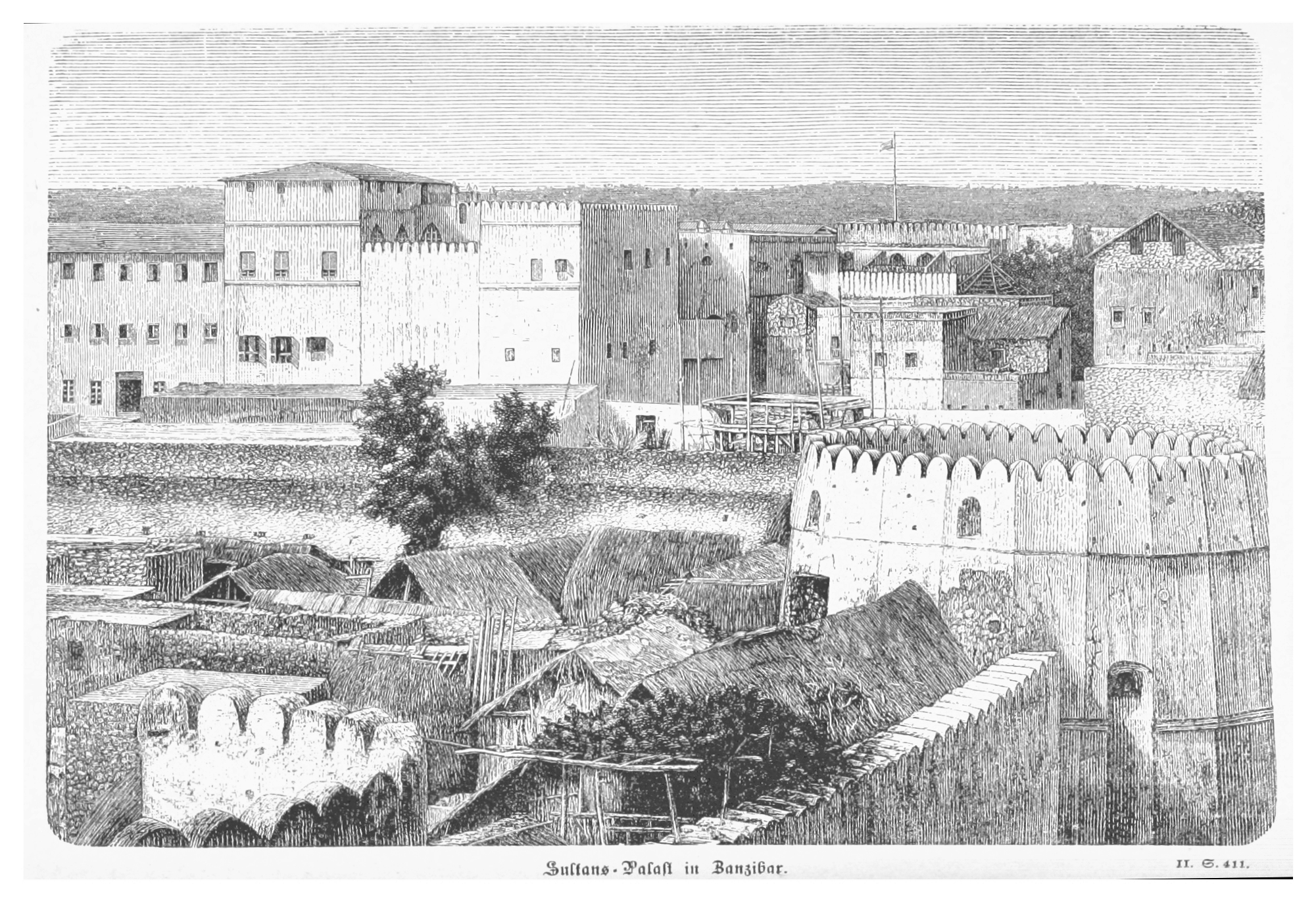
Palast des Sultans und Hütten in der Stadt Sansibar. Abbildung in Ernst von Weber: Vier Jahre in Afrika. Brockhaus, Leipzig 1878. Besessenheitskulte kommen in allen sozialen Schichten vor.

Durch die Identifizierung des Geistes und die anschließende Tanzzeremonie ist der Besessene zu einem initiierten, vollwertigen Mitglied des Kults geworden. Das Kultmitglied (mtege oder mteje, Plural watege oder wateje) sollte regelmäßig die Veranstaltungen der Kultgruppe und Tanzzeremonien von anderen Besessenen besuchen. Vielleicht gibt der Geist zu erkennen, dass das Kultmitglied berufen ist, innerhalb der Gruppe eine höhere Position einzunehmen und zu einem Heiler aufzusteigen. Außer über Wissen und Fähigkeiten (fundi bedeutet „qualifizierte Person“, „Experte“) zu verfügen, sollte der Betreffende sich regelmäßig an den Kosten der Veranstaltungen beteiligen, wenn er als Heiler anerkannt werden will. Ein professioneller Heiler und Wahrsager besitzt eine eigene Medizinsammlung, die er in einer Tasche (mkoba, Plural mikoba) aufbewahrt. Hat der Heiler diesen Status erreicht, kann er selbst Patienten behandeln und nach einiger Zeit eine Kultgruppe um sich scharen. Der Heiler kann seine magischen und hellseherischen Fähigkeiten von einem der gutwilligen Geister beziehen, die auch als Schutzgeister bekannt sind.
Die Besessenheit von einem Schutzgeist ist manchmal vererbt, wie Carl Velten (1903) beschreibt. Die Eltern sagen zu ihrem Schwiegersohn:
„Deine Frau hat den pepo von ihrer Großmutter geerbt, und der ist es auch, der sie jetzt krank macht. Als sie nämlich noch klein war, haben wir ihr den pepo ihrer Großmutter in den Kopf steigen lassen und zu dem pepo gesagt: ‚Sorge für die Erziehung und das Wachstum dieses Kindes, später, wenn sie einen Mann bekommt, werden wir dir deine Mulde (mit Geschenken) geben. Die Großmutter ist jetzt gestorben, und da der pepo seine Mulde haben will, hält er sich an ihre Enkelin’.“
Falls der Mann auf die Worte seiner Schwiegereltern hört und sagt: „’Meine Frau hat wirklich einen pepo, ich will ihn austreiben lassen’ (ku-punga), dann freuen sich die Alten sehr...,“ ansonsten würden sie ihn einen Geizhals nennen. Velten fährt mit der Beschreibung der siebentägigen Dampfbehandlung fort. Mit „Mulde“ meint Velten eine Vertiefung am Boden in der eigens für die Durchführung der Zeremonie errichteten Hütte, in der die Opfergaben ausgebreitet werden.
Unter den Swahili an der Küste praktiziert eine – nach Giles (1987) kleiner werdende – Minderheit Besessenheitskulte. Wie groß die Zahl der aktiven Kultteilnehmer ist, lässt sich für Außenstehende schlecht beurteilen. Die Beteiligten gehören allen ethnischen Gruppen und allen gesellschaftlichen Schichten an; dies bezieht sich sowohl auf einfache Teilnehmer, als auch auf anerkannte Heiler. Giles befragte zwei Heilerinnen aus gebildeten, islamischen Familien, deren Söhne oder Brüder ebenfalls an Besessenheitskulten teilnahmen. Eine der Heilerinnen gab zuvor Koranunterricht. In der Stadt Sansibar pflegten Angehörige der aus Arabern und Swahili bestehenden Oberschicht (Omani) die Besessenheitskulte der äthiopischen (kihabeshia) und der madegassischen Geister (kibuki). Der habeshia-Kult wurde früher von Mitgliedern der Sultansfamilie mit pompösen Zeremonien praktiziert. Der kibuki-Kult in Sansibar wird vor allem von Frauen und ferner von unverheirateten männlichen Homosexuellen praktiziert, Kjersti Larsen (2008) interpretiert ihn für die beteiligten Männer als Ausdruck der geschlechtlichen Identitätsbestimmung einer randständigen Gruppe in der Gesellschaft.Kibuki benötigt ebenfalls teure Zeremonien, die häufig von reichen Frauen aus dem Mittleren Osten, besonders aus Oman, finanziert werden, die sich eigens für ihre Behandlung nach Sansibar begeben. Umgekehrt reisen bekannte Wahrsager/Heiler regelmäßig zu ihrer Kundschaft nach Oman.
Anders als etwa der in Ägypten und im Sudan marginalisierte zar-Kult gibt es in Ostafrika beträchtliche Überschneidungen zwischen den Glaubensvorstellungen des orthodoxen Islam und den Besessenheitskulten. Dschinn werden im Koran erwähnt, Muslime erkennen daher grundsätzlich die Existenz von Geistern an, nur ist der Umgang mit ihnen nicht klar geregelt und von den einen praktizierte Formen des Geisterkults betrachten andere als Schirk. Laut einer 2010 veröffentlichten Studie sind sich muslimische Geistliche der Swahili uneins über die Frage, ob der Koran alle Formen magischer Praktiken verbietet oder nicht. Von den 60 Befragten antworteten 53 Prozent mit Ja und 45 Prozent mit Nein. 45 Prozent meinten, dass der Islam zwischen guter und schlechter Magie unterscheidet. Dass Wahrsagerei, ob zulässig oder nicht, prinzipiell existiert, wird aus Sure 2:102 herausgelesen. Auf die direkte Frage, ob der Islam Wahrsagerei erlaube, antworteten alle Befragten im Widerspruch zu den genannten Angaben mit Nein, weil sie mit dem Wort Wahrsagerei Aberglauben verbinden, womit sie nichts zu tun haben wollen.
In der Swahili-Kultur ist Wahrsagerei nicht wie schwarze Magie und Hexerei nach der allgemeinen islamischen Tradition ein Werk gefallener Dschinn, sondern eine Hilfe wohlwollender Schutzgeister für den Menschen. Wahrsager/Heiler (waganga), die im islamischen Kontext wirken, werden waganga wa kitabu („Heiler des Buches“) genannt. Die übrigen Heiler heißen waganga wa pepo (waganga wa sheitani) und ihre Methoden gelten als „afrikanisch“, auch wenn sie sich nur wenig unterscheiden. Die koranischen Heiler (walimu) führen mit ähnlichen Methoden Besessenheitsrituale durch und bringen Opfer dar, während sie Koranverse vortragen. Lediglich die Initiation des Patienten in den Kultbund mit der Trommel- und Tanzzeremonie ngoma unterscheidet die waganga wa pepo von den waganga wa kitabu. Die koranischen Heiler besitzen eigene, sehr mächtige Besessenheitsgeister der islamischen Kategorie ruhani. Diese gehören zu den häufigsten Geistern, die Besessenheit auslösen. In Mombasa agieren Kultgruppen, die ruhani-Geister mit islamischen dhikri-Zeremonien behandeln, neben den Kultgruppen, die mit Trommeln und Tanz ngoma-Zeremonien für andere Geister durchführen.
Veröffentlichungen vom Ende des 19. und Anfang des 20. Jahrhunderts beschreiben Besessenheitskulte an der ostafrikanischen Küste als weit verbreitet. Demgegenüber wird in Untersuchungen vom Ende des 20. Jahrhunderts von einem allgemeinen Rückgang der Kulte berichtet. Ein Grund, der vor allem die Insel Pemba betrifft, ist die Verarmung der einfachen ländlichen Bevölkerung, die Schwierigkeiten hat, die als Opfergaben von manchen Geistern verlangten Luxuswaren und die Gesamtkosten der Zeremonie zu finanzieren. Zugleich ist der Glaube an Geister rückläufig. Ausnahmen sind der weiterhin lebendige kibuki-Kult in der Stadt Sansibar und andere Kulte in einigen großen Städten wie Mombasa, Tanga und Wete auf der Insel Pemba. Der Trend zur Verstädterung der Geisterkulte wird mit dem besseren Organisationsgrad der städtischen Bevölkerung, der leichteren Verfügbarkeit der benötigten Konsumgüter und Requisiten sowie einer in den Städten höheren Neigung erklärt, soziokulturelle Nischen zu bilden.